# 야시카 Future 127
야시카 퓨처 127(Yashica Future 127,ヤシカ・フューチャー127)은 1959년에 야시카에 의해 생산된
자동노출 기능의  4×4cm 카메라이다. 자동노출 기능을 탑재한 일본 최초의 카메라다.